# Алимухаммед Куттумуратулы
Алимухаммед Куттумуратулы (каз. Әлимұхаммед Құттымұратұлы; род. 12 августа 1983, Хромтау, Актюбинская область) — казахстанский государственный деятель, аким города Атырау в 2018—2020 годах.

## Биография
Родился 12 августа 1983 года в городе Хромтау Актюбинской области. Происходит из подрода каракиси рода торткара племени алимулы.
В 2007 году окончил Актюбинский государственный университет имени К. Жубанова по специальности «экономист».
В 2012 году окончил Казахско-русский международный университет по специальности «юриспруденция».
В 2017 году окончил Российскую академию народного хозяйства и государственной службы при президенте Российской Федерации по специальности «государственное и муниципальное управление» (Master of Public Administration (MPA).

## Трудовая деятельность
С 2004 по 2006 годы начал трудовую деятельность в качестве поставщика в коммерческих организациях г. Актобе.
С 2008 по 2012 годы — ведущий специалист, главный специалист, заведующий отдела аппарата акима Западно-Казахстанской области.
В 2012 года — заместитель акима города Уральска.
С 2012 по 2013 годы — руководитель аппарата акима по Атырауской области.
С 2013 по 2016 годы — руководитель ГУ «Управление природных ресурсов и регулирования природопользования Атырауской области».
С май 2016 по август 2017 годы — аким Махамбетского района Атырауской области.
С август 2017 по июнь 2018 годы — аким Жылыойского района Атырауской области.
С июнь 2018 по январь 2020 годы — аким города Атырау.

## Награды
- 2011 — Медаль «20 лет независимости Республики Казахстан».
- 2015 — Медаль «20 лет Конституции Республики Казахстан».
- 2016 — Медаль «25 лет независимости Республики Казахстан».
- 2018 — Медаль «20 лет Астане».

## Семья
- Женат, пятеро детей.